# جيريمي رايلي
جيريمي رايلي (بالإنجليزية: Jeremy Reilly)‏ هو ضابط بريطاني، ولد في 7 أبريل 1934، وتوفي في 2017.